# Glenn McCrory
Glenn McCrory (* 23. September 1964 in Annfield Plain, County Durham, England) ist ein ehemaliger britischer Profiboxer und Weltmeister des Verbandes IBF im Cruisergewicht.

## Profikarriere
Im Jahre 1984 gab McCrory sein Profidebüt, das er gegen seinen Landsmann Barry Ellis durch klassischen K. o. in der ersten Runde gewann. Er musste im Jahr darauf gegen John Westgarth seine erste Niederlage hinnehmen. Auch 1986 verlor er insgesamt vier Mal, darunter gegen den ungeschlagenen Rudi Pika und den Schweden Anders Eklund.
Am 4. September gewann er den Commonwealth-Titel und verteidigte diesen anschließend zweimal. Im Juni 1989 errang er durch eine einstimmige Punktentscheidung über Patrick Lumumba den vakanten IBF-Weltmeistertitel. Vier Monate später schlug er bei seiner einzigen Titelverteidigung den Südafrikaner Siza Makathini durch K. o. in Runde 11.
1991 ging er gegen den ungeschlagenen Lennox Lewis in Runde zwei schwer K. o. Am 16. Juli 1993 durfte er noch einmal um den Weltmeister des Verbandes IBF im Cruisergewicht boxen und scheiterte durch einstimmigen Beschluss.